# David Davidse
David Davidse (31 juli 1955) is een Belgische stemcoach, (musical)acteur en mediafiguur. Hij is de zoon van de in 2010 overleden televisiemaker Bob Davidse.

## Carrière
David Davidse werd bij het bredere publiek bekend door zijn rol als Jan Slisse in Slisse en César (1977).
Later speelde hij het typetje Madame Germaine du Cœur Brisé in het televisieprogramma "Lava" uit 1989.
Hij speelde daarna in verschillende musicals zoals Assepoester, Pinokkio en Robin Hood.
Daarnaast duikt hij af en toe op in gastrollen in Vlaamse televisiereeksen. Zo speelde hij in 2007 een gastrol in F.C. De Kampioenen als een fotograaf. Davidse speelde nog gastrollen in verschillende andere Vlaamse reeksen zoals Merlina, Alfa Papa Tango, Aspe, Lili & Marleen, Kinderen Van Dewindt en recent in Zone Stad.
In 2005 nam hij deel aan de quiz "De Slimste Mens ter Wereld".
In 2010 was hij te zien als vakleraar zang in de één-quiz De klas van Frieda en in het Vtm-programma Masterchef. Op 6 en 7 december 2010 nam hij deel aan De Allerslimste Mens ter Wereld, waar hij in zijn tweede deelname de finale verloor van Martin Heylen.
Op Radio 2 is hij geregeld te horen in het programma "De Raadkamer" met Geena Lisa.
In 2011/2012 te zien in de musical ZORRO waarin hij de rol van Garcia vertolkt.

## Acteerwerk

### Nasynchronisatie
- Tim Burton's The Nightmare Before Christmas (Walt Disney Studios, 1993) (Burgemeester)
- De avonturen van Kuifje (Hergé, 1993) (Jansen)
- De klokkenluider van de Notre Dame (1996) (Walt Disney Studios, 1996) (Victor)
- Tarzan (1999) (Walt Disney Studios, 1999) (Volwassen Tantor)
- Brother Bear (Walt Disney Studios, 2003) (Eekhoorn 2)